# Neoewolucjonizm
Neoewolucjonizm − współczesny nurt w naukach społecznych nawiązujący do klasycznego ewolucjonizmu. Rezygnuje m.in. z tezy o jednokierunkowym rozwoju całej ludzkości od form prymitywnych do społeczeństwa cywilizowanego. Największy rozwój tego nurtu zauważa się po II wojnie światowej. Neoewolucjonizm posiada znaczących przedstawicieli także i dziś. 
Przedstawiciele: Talcott Parsons, Leslie White, Julian Steward, Patrick Nolan, Gerhard Lenski, Vere Gordon Childe, Walter Garrison Runciman, Marshall Sahlins.
Cechy neoewolucjonizmu w porównaniu z klasycznym ewolucjonizmem:
- odejście od analizy ewolucji całej ludzkości, na rzecz badania mniejszych jednostek - społeczeństw, kultur, cywilizacji,
- odejście od wyznaczania stadiów ewolucji, na rzecz poszukiwania mechanizmów które do niej prowadzą,
- unikanie wartościowania i porzucenie idei postępu,
- unikanie twierdzeń deterministycznych, na rzecz probabilistycznych i stochastycznych,
- częściowa inkorporacja osiągnięć ewolucjonizmu w biologii.

## Nurty neoewolucjonizmu

### Ewolucjonizm uniwersalny
Tez klasycznego ewolucjonizmu nie dało się utrzymać w świetle obserwacji etnograficznych i danych archeologicznych (tym bardziej, że wiele z nich to tezy niesprawdzalne albo sfalsyfikowane przez przykłady etnograficzne) co spowodowało z końcem XIX wieku wzrost tendencji antyewolucjonistycznych i zwrot ku koncepcjom dyfuzji kultury (które przyczyn zmian kultury doszukiwały się w dyfuzji) oraz koncepcjom areału kulturowego (które zwracały uwagę na efekty powiązania ze sobą kultur zwykle zlokalizowanych w określonym rejonie). Pewną formą dyfuzji jest akulturacja - gwałtowne przeobrażenie jednej kultury pod wpływem innej a jednym z następstw dyfuzji (szczególnie akulturacji) jest tzw. synkretyzm kulturowy (czyli związanie w jednorodną całość elementów pochodzących z różnych, genetycznie i historycznie odmiennych kultur.
Myśl ewolucjonistyczna odrodziła się w latach 30. XX wieku jako tzw. ewolucjonizm uniwersalny, który jednak znacznie złagodził dogmaty klasycznego ewolucjonizmu XIX-wiecznego. Ewolucjonizm uniwersalny zarzucił rozważania o konkretnych sekwencjach ewolucji, nie dyskutował na przykład o matrylinearności i patrylinearności czy o szczegółach totemizmu. Zamiast tego położył nacisk na ogólne stadia rozwoju (epoki rozwoju ludzkości) które określano mianem dzikości, barbarzyństwa czy cywilizacji. Ewolucjonizm uniwersalny był swoistą wysepką intelektualną w czasach gdy w Stanach Zjednoczonych rozwój antropologii zainicjowany przez Franza Boasa poszedł w kierunku relatywizmu, konfiguracjonizmu i psychokulturalizmu a szkoła brytyjska, której przewodził Bronisław Malinowski kultywowała w badaniach antropologicznych podejście funkcjonalistyczne. Uniwersalne koncepcje ewolucjonistyczne zdobyły uznanie szczególnie na polu archeologii. Popularne stały się prace australijskiego archeologa Vere Gordon'a Childe'a, w których opisał on m.in. historie ludzkości, która przeszła przez kolejne stadia począwszy od zbieractwa i łowiectwa poprzez rolnictwo, powstanie państw i miast aż do rewolucji w wiedzy ludzkiej. Uznanie zdobyły prace Amerykanina Leslie A. White'a, który (pomijając niejako sferę symboliczną) ujął kulturę jako system termodynamiczny (a więc stochastyczny i pozbawiony determinizmu), w którym szczególnie dużą rolę odgrywa technika (technologia) i energia. Ekonomia, społeczność czy ideologia są w tym ujęciu zależnymi podsystemami. W myśl tej teorii człowiek aby przetrwać i rozwijać się przystosowuje się do natury, wykorzystując nadmiar zgromadzonej energii. Energia ta jest więc kluczową siłą w ewolucji kultury. Pierwotnie człowiek korzystał jedynie z energii własnych mięśni. Z czasem nauczył się użytkować inne źródła energii takie jak ogień, woda czy wiatr, zwierzęta, rośliny uprawne a w końcu zasoby naturalne (węgiel, ropa czy gaz) i energię atomową.

### Ewolucjonizm multilinearny

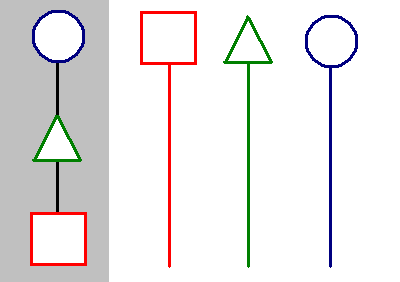
W modelu ewolucji unilinearnej (po lewej) wszystkie kultury rozwijają się przechodząc przez określone etapy podczas gdy w modelu ewolucji multilinearnej (po prawej) nacisk położony jest na odrębność historii poszczególnych kultur.

W przeciwieństwie do ewolucjonizmu unilinearnego ewolucjonizm multilinearny zakładał odmienne drogi rozwoju technicznego i społecznego w różnych regionach zależnie od czynników ekologicznych (historia, środowisko naturalne). Kulturalno-społeczny ewolucjonizm multilinearny wykazuje więc wiele podobieństw z ewolucjonizmem biologicznym (szczególnie z teorią powstawania gatunków Charlesa Darwina). Podejścia zawierające się w nurcie ewolucjonizmu multilinearnego rozwinęli antropolodzy Julian S. Steward i George Peter Murdock.
Prace antropologa Marshalla Davida Sahlinsa wsparły teorie White'a i Stewarda bogatym materiałem empirycznym, co sprzyjało w latach 60. rozwojowi myśli neoewolucjonistycznej w naukach społecznych. Sahlins w swojej pracy z 1960 roku Evolution and Culture (Ewolucja i kultura) poruszył zagadnienia związane z ewolucją kulturową i neoewolucjonizmem. Podzielił ewolucje społeczeństw na "ogólne" i "szczególne". Ogólna ewolucja to tendencja systemów społecznych i kulturowych do zwiększania swojej złożoności, stopnia zorganizowania i adaptacji do środowiska. Jednakże, ponieważ różne kultury nie są od siebie zupełnie odizolowane, dochodzi do interakcji i dyfuzji ich cech charakterystycznych (na przykład wynalazków technicznych). Prowadzi to do tego, że kultury rozwijają się w zróżnicowany sposób (ich ewolucja następuje w specyficzny sposób), podczas gdy różne elementy są wprowadzane do nich w różnych kombinacjach i na różnych etapach ewolucji. 
Gerhard Lenski w swoich książkach Power and Privilege (Władza i przywileje 1966) oraz Human Societies. An Introduction to Macrosociology (Społeczeństwa ludzi. Wprowadzenie do makrosocjologii 1974) rozwinął dalej koncepcje Lesliego White'a (którego jest uczniem) i Lewisa Henry'ego Morgana. Lenski przedstawił teorię ekologiczno-ewolucyjną, która powinna według niego zajmować się szukaniem zjawisk w życiu społeczeństw podobnie jak teoria ewolucyjna w biologii poszukuje podstawowych, długotrwałych i adaptacyjnych zmian organizmów. Z ekologicznym podejściem biologii teorię Lenskiego łączy skupienie się na zależnościach między populacjami oraz ich współzależności od środowiska. Definiując społeczeństwo Lenski rozszerza definicje społeczeństwa w zasadzie na całe królestwo zwierząt - uważa, że człowiek, mimo wszystkiego co odróżnia go od innych żyjących istot, nadal jest częścią natury i nosi wyraźne ślady swojej ewolucyjnej przeszłości. Kondycje człowieka określają podstawowe potrzeby biologiczne, motywacja do ich zaspokajania, skłonność do tworzenia kultury i włączania się w systemy społeczno-kulturowe oraz adaptacja przez tworzenie społecznych form organizacji. Podobnie jak Leslie White Lenski uważa, że postęp technologiczny jest najważniejszym czynnikiem w ewolucji (zmian) społeczeństwa i kultury. Podobne jest także jego spojrzenie na współzależności wewnątrz danego systemu społecznego (najważniejszym podsystemem pozostaje technologia, która określa ekonomię, wartości, politykę oraz dystrybucję). Jednak w przeciwieństwie do White'a, który zdefiniował technologię jako zdolność tworzenia i wykorzystywania energii, Lenski skupił się na informacji - na jej ilości i zużyciu. Czym więcej informacji i wiedzy ma dane społeczeństwo, szczególnie tam gdzie informacja i wiedza pozwala ludziom na kształtowanie ich środowiska naturalnego i społecznego, tym bardziej jest zaawansowane. Lenski rozumienie więc proces ewolucyjny przede wszystkim jako ekspansję informacji, a technologię definiuje jako informacje, techniki oraz narzędzia, z pomocą których człowiek wykorzystuje zasoby naturalne swojego środowiska zaspokajając swoje potrzeby i żądania. To co Lenskiego odróżnia od White to także to, że poszedł on dalej w swych spostrzeżeniach co do probabilistycznego charakteru determinacji rozwoju społeczeństwa przez technologię (przez co uniknął ślepej uliczki uniwersalizmu społecznego). Możliwe są więc sprzężenia zwrotne pomiędzy komponentami systemu społecznego i technologią - choć technologia najczęściej determinuje świat symboli, wartości, idei i struktury społeczne to w określonych, lokalnych warunkach ekologicznych, kierunek ten może się odwrócić.
Emancypacja świata ludzi z królestwa zwierząt następowała, zdaniem Lenskiego, stopniowo, poprzez uczenie się i dzielenie się informacją. Lenski wyróżnił cztery fazy rozwoju ludzkiego opierając się na postępie komunikacji, jaki nastąpił na przestrzeni dziejów. Na pierwszym etapie informacja była przekazywana poprzez geny. Wraz z rozwojem wrażliwości na bodźce zmysłowe, ludzie nabrali zdolności przekazywania informacji poprzez osobiste doświadczenia. W trzecim etapie ludzie rozpoczęli posługiwać się znakami i rozwinęli zdolność logicznego myślenia. W końcu stworzyli symbole i zaczęli posługiwać się językiem i pismem.
Ostatecznie współczesne systemy informacyjne są dla Lenskiego funkcjonalnym analogiem systemów genetycznych. Postęp w technice komunikacji przekłada się na postęp w systemie ekonomicznym, politycznym, dystrybucji dóbr, społecznej nierówności i innych obszarach życia społecznego. Możliwe, jak pisze Lenski, że z czasem przyrost informacji pozwoli nawet na w pełni świadomą kontrolę procesu ewolucji biologicznej – będzie to stanowiło jej swoiste ukoronowanie.
Lenski dzieli społeczeństwa zależnie od ich poziomu rozwoju technologii, komunikacji i ekonomii na: społeczeństwa łowców i zbieraczy, społeczeństwa parające się prostym rolnictwem lub ogrodnictwem (bez użycia pługa), zaawansowane społeczeństwa rolnicze, społeczeństwa przemysłowe i społeczeństwa szczególne (np. społeczności rybaków lub społeczności związane z morzem).
Kluczową rolę w myśli Lenskiego odgrywa związek pomiędzy populacją i produkcją. Zdolność ludzi do reprodukcji przewyższa zasoby dostępne w środowisku. Dlatego, jak konkluduje Lenski, liczebność populacji ludzi jest ograniczona przez swoją zdolność do produkcji żywności. Możliwości wzrostu ludzkich populacji, według Lenskiego, były na przestrzeni dziejów i są, poważnie destabilizującą siłą i mogą być ostatecznie powodem większości zmian w społeczeństwie i kulturze.
Teoria całościowych zmian zachodzących w społeczeństwach na świecie poparta została ogromną ilością danych na temat właściwości kulturowych, rozwoju technologicznego oraz postępu adaptacyjnego różnych społeczeństw. Przytaczając dane empiryczne, często o charakterze ilościowym, Lenski pokazał, iż w trendach makrosocjologicznych można odnaleźć wyraźne prawidłowości (choć być może nie są one absolutne czy uniwersalne). 
Lenski zwrócił też uwagę, na procesy informacyjne, które określają los poszczególnych jednostek kulturowych i instytucjonalnych w ramach danych systemów społecznych. Procesy te nazwał selekcją intraspołeczną (w odróżnieniu od selekcji interspołecznej, która następuje w wyniku różnicy w stadiach rozwoju poszczególnych społeczeństw). Problematyka ta podejmowana jest współcześnie przez antropologów ewolucyjno-poznawczych. Opierają się oni bardziej na darwinowskim niż spencerowskim rozumieniu ewolucji. Procesy poznawcze traktowane są przez nich jako epifenomeny procesu ewolucji. Są instrumentalne dla nadrzędnego celu, którym jest adaptacja do otoczenia naturalnego. Prowadzi to z kolei do powstania specyficznych mechanizmów przyjmowania i odrzucania różnych jednostek informacji. Znany z takiego podejścia jest amerykański antropolog Dan Sperber - autor koncepcji epidemiologii reprezentacji.
Wpływy neoewolucjonistyczne można zauważyć też w popularnych pracach Marvina Harrisa (przedstawiciela materializmu kulturowego) i amerykańskiego biologa Jareda Diamonda, którego prace mieszczą się w nurcie współczesnej tradycji psychologii ewolucyjnej.